# 苗栗縣立竹南國民中學
苗栗縣立竹南國民中學（英文：Miaoli County Junan Junior High School），簡稱竹南國中、南中，位於台灣苗栗縣竹南鎮。

## 歷史沿革
- 1914年（大正三年）：竹南尋常高等小學校成立。
- 1946年（民國35年）：新竹縣立竹南初級中學成立。
- 1950年（民國39年）：苗栗復縣，改名為苗栗縣立竹南初級中學。
- 1952年（民國41年）：增設高中部，奉准更名為苗栗縣立竹南中學。
- 1962年（民國51年）：高中部改隸為台灣省立苗栗高級中學竹南分部。
- 1968年（民國57年）：實施九年國民義務教育，初中部改制為苗栗縣立竹南國民中學，高中部獨立設校為台灣省立竹南高級中學。
- 1973年（民國62年）：附設補習學校成立。
- 1996年（民國85年）：奉准設立音樂班。
- 2010年（民國109年）：校內之｢尋常小學校禮堂｣登錄為歷史建築。[2]

## 歷任校長
| 任期 | 姓名       | 任職日期   | 離職日期   | 備註                                                       |
| ---- | ---------- | ---------- | ---------- | ---------------------------------------------------------- |
| 1    | 蔡拱南先生 | 1946年9月  | 1955年1月  | 原竹南區署民政課長轉任，卒於任內。                         |
| 2    | 林乾祜先生 | 1955年2月  | 1956年2月  | 原苗栗縣教育科長轉任，調職桃園縣教育科長。                 |
| 3    | 周召欽先生 | 1956年2月  | 1957年11月 | 原國立台灣大學生活管理主任升任，調職苗栗縣立大湖初級中學。 |
| 4    | 馬行公先生 | 1957年12月 | 1960年8月  | 原苗栗縣立大湖初級中學校長轉任，調職中華民國僑務委員會。   |
| 5    | 殷其藻先生 | 1960年9月  | 1968年7月  | 原屏東縣立恆春中學校長轉任，調任台灣省立竹南高級中學。     |
| 6    | 黃漢山先生 | 1968年8月  | 1975年1月  | 原苗栗縣立文林國民中學校長轉任，屆齡退休。                 |
| 7    | 方克東先生 | 1975年2月  | 1980年2月  | 原苗栗縣立卓蘭國民中學校長轉任，屆齡退休。                 |
| 8    | 呂榮泉先生 | 1980年3月  | 1983年7月  | 原苗栗縣立興華國民中學校長轉任，屆齡退休。                 |
| 9    | 劉漢源先生 | 1983年8月  | 1992年7月  | 原苗栗縣立維真國民中學校長轉任，屆齡退休。                 |
| 10   | 羅月春先生 | 1992年8月  | 2000年7月  | 原苗栗縣立大西國民中學校長轉任，調回原校。                 |
| 11   | 魏早炯先生 | 2000年8月  | 2007年7月  | 原苗栗縣立頭份國民中學校長轉任，調任苗栗縣立興華高級中學。 |
| 12   | 胡玉燕女士 | 2007年8月  | 2011年7月  | 原苗栗縣立維真國民中學校長轉任，任滿退休。                 |
| 13   | 胡文生先生 | 2011年8月  | 2018年7月  | 原苗栗縣立大西國民中學校長轉任，調任苗栗縣立興華高級中學   |
| 14   | 郭芳江女士 | 2018年8月  | 現任       | 原苗栗縣政府教育處課程督學轉任。                           |